# Dobersberg
Dobersberg je městys v okresu Waidhofen an der Thaya ve spolkové zemi Dolní Rakousy, rozkládající se u trojmezí Čech, Moravy a Dolních Rakous. Žije zde přibližně 1 600 obyvatel.

## Poloha
Dobersberg leží v severní části Lesní čtvrti (Waldviertel) na levém břehu řeky Dyje. Rozloha obce je 47,57 km², z toho 27,39 % území je zalesněno.

## Složení městyse
Městys je tvořen 12 obcemi (počet obyvatel v říjnu 2011):
| Jméno obce                 | Obyvatelů |  | Jméno obce    | Obyvatelů |
| -------------------------- | --------- |  | ------------- | --------- |
| Brunn                      | 56        |  | Dobersberg    | 765       |
| Goschenreith am Taxenbache | 110       |  | Großharmanns  | 39        |
| Hohenau                    | 104       |  | Kleinharmanns | 34        |
| Lexnitz                    | 58        |  | Merkengersch  | 152       |
| Reibers                    | 103       |  | Reinolz       | 66        |
| Riegers                    | 121       |  | Schuppertholz | 70        |

V lednu 2014 v celém městysu žilo celkem 1674 obyvatelů.

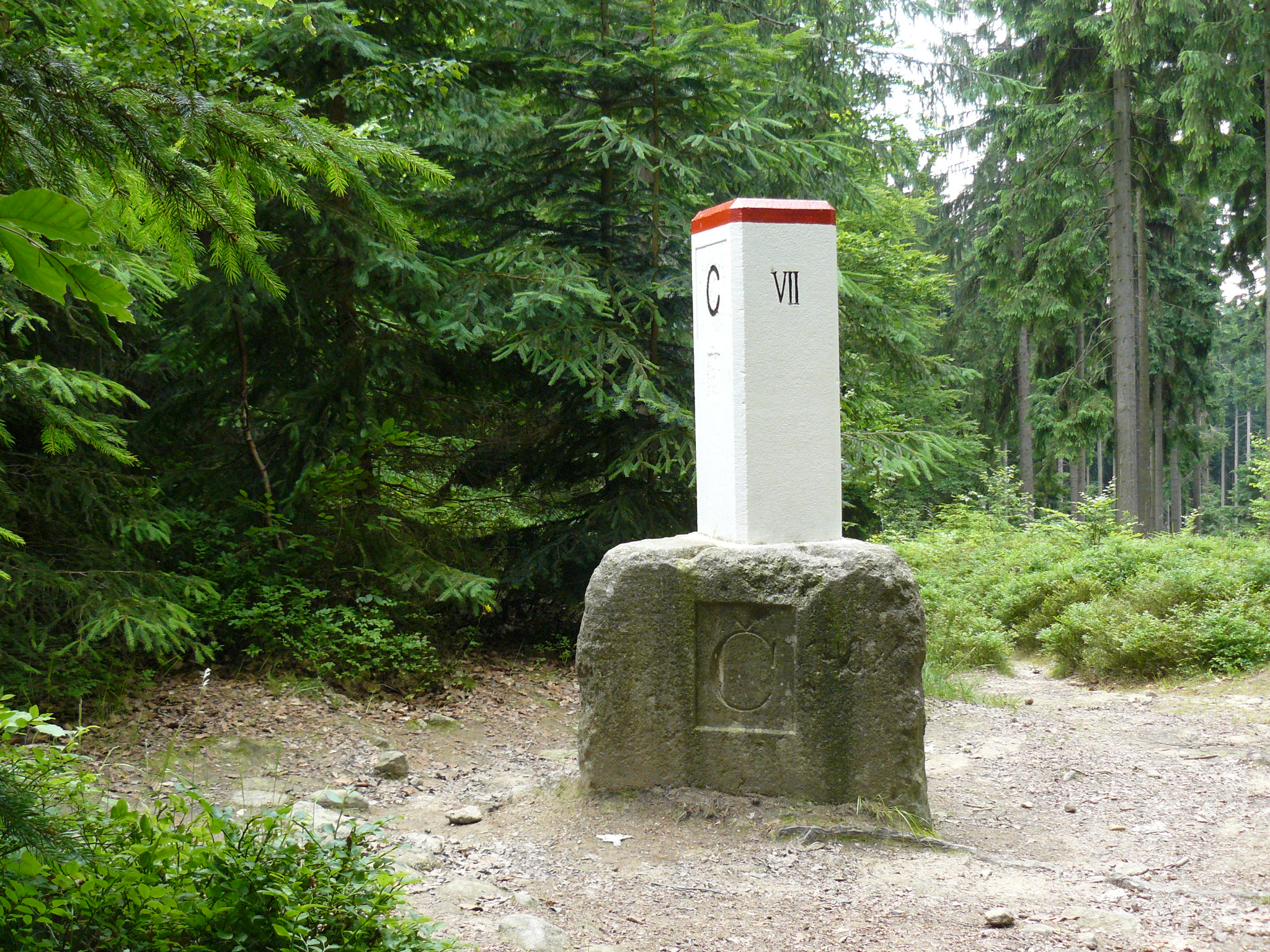
Trojmezí

## Historie
Městys Dobersberg je připomínán již od roku 1230. Místo bylo dříve významné tím, že zde byl přechod přes řeku a byla tu křižovatka dvou obchodních cest.<
V 18. století se tu začala rozvíjet textilní výroba. Význačnému rozvoji obce velmi pomohlo, když v roce 1895 tu byla postavena železniční trať.

## Turistické zajímavosti
- Gotický farní kostel svatého Lamberta - byl přestavěn barokně v 19. století
- Zámek Dobersberg je renesanční stavbou z poloviny 16. století. Jeho součástí je zámecký park z počátku 19. století.
- Kaple v barokním slohu stojí v osadách Merkengersch, Reinolz a Schuppertholz. Byly postaveny v letech 1736 - 1775.
- Na hřbitově v Dobersbergu byla postavena v roce 1902 hřbitovní kaple v novogotickém slohu.
- Hraniční kámen, označující historické trojmezí Rakouska, Čech a Moravy stojí na severním úpatí kopce Hohenstein (679 m n. m.). Kopec se nachází severozápadně od obce Reinolz, u hranice s Českou republikou.
- Existuje zde  přeshraniční propojení Maříž–Reinolz.[2]